# Collegio elettorale di San Giorgio di Piano
Il collegio elettorale di San Giorgio di Piano è stato un collegio elettorale uninominale del Regno di Sardegna. È stato creato, assieme agli altri collegi elettorali dell'Emilia, con decreto del Governatore per le provincie dell'Emilia, Luigi Carlo Farini, il 20 gennaio 1860
Era composto dai territori di San Giorgio, "più il comune di Calderara appartenente a Bologna, e quello di Sala appartenente al mandamento di San Giovanni in Persiceto".
Con la proclamazione del Regno d'Italia i territori sono confluiti nel Collegio elettorale di Castel Maggiore.

## Dati elettorali
Nel collegio si svolse solo l'elezione per la VII legislatura.

### VII legislatura
Le votazioni si svolsero in 387 collegi uninominali a doppio turno. Come previsto dalla legge elettorale del 20 novembre 1859, era eletto al primo turno il candidato che «riunisce in suo favore più del terzo dei voti del total numero dei membri componenti il collegio e più della metà dei suffragi dati dai votanti presenti all'adunanza» (art. 91). Se nessun candidato era eletto, al ballottaggio tra i due candidati con più voti era eletto chi otteneva il maggior numero di voti (art. 92) o, in caso di ugual numero di voti, il maggiore d'età (art. 93).
| Partito                            | Partito                            | Candidato                          | Risultati 25 marzo 1860 | Risultati 25 marzo 1860 |
| Partito                            | Partito                            | Candidato                          | Voti                    | %                       |
| ---------------------------------- | ---------------------------------- | ---------------------------------- | ----------------------- | ----------------------- |
|                                    | —                                  | Antonio Zanolini                   | 106                     | 100,00                  |
|                                    |                                    |                                    |                         |                         |
| Iscritti                           | Iscritti                           | Iscritti                           | 184                     | 100,00                  |
| ↳ Votanti (% su iscritti)          | ↳ Votanti (% su iscritti)          | ↳ Votanti (% su iscritti)          | 106                     | 57,61                   |
| ↳ Voti validi (% su votanti)       | ↳ Voti validi (% su votanti)       | ↳ Voti validi (% su votanti)       | 106                     | 100,00                  |
| ↳ Schede non valide (% su votanti) | ↳ Schede non valide (% su votanti) | ↳ Schede non valide (% su votanti) | 0                       | 0,00                    |
| ↳ Astenuti (% su iscritti)         | ↳ Astenuti (% su iscritti)         | ↳ Astenuti (% su iscritti)         | 78                      | 42,39                   |